# Idaea libycata
Idaea libycata är en fjärilsart som beskrevs av Max Bartel 1906. Idaea libycata ingår i släktet Idaea och familjen mätare. Inga underarter finns listade i Catalogue of Life.